# Giulio Acciano
Giulio Acciani (Bagnoli Irpino, 1651 – Napoli, 1681) è stato un poeta italiano.

## Biografia
Poeta napoletano, usava nei suoi scritti utilizzare il dialetto  (come nel poemetto La Caputeide) e l'arte delle rime satiriche. Tali opere rimasero poi nascoste e inedite sino all'Ottocento. Salvatore Belloni ebbe a giudicarlo "Seguace non infelice del Berni nei capitoli giocosi, de' quali alcuni trivialissimi, nelle satire ... dà qualche volta nello sboccato".
Viene ricordato anche per le sue idee sulla medicina, facendosi coinvolgere nella disputa fra i due schieramenti dell'epoca; la sua idea auspicava una medicina più vicina ai progressi scientifici dell'epoca, schierandosi di fatto coi cosiddetti accademici investiganti che all'epoca si opponevano ai medici tradizionalisti.
Fu sepolto a Napoli in San Domenico Maggiore.